# Ramil (Castro de Rey)
Ramil (llamada oficialmente Santa Mariña de Ramil) es una parroquia y un barrio español del municipio de Castro de Rey, en la provincia de Lugo, Galicia.

## Organización territorial
La parroquia está formada por dieciocho entidades de población, constando once de ellas en el nomenclátor del Instituto Nacional de Estadística español:

### Entidades de población
Entidades de población que forman parte de la parroquia:
- A Barcia
- A Granda
- A Lamela
- As Teixoeiras
- Entrambos Ríos
- Fondoi
- Gargallán
- Lamarredonda
- Medianeiros
- O Batán
- O Caxigal
- O Couto de A
- O San Queitano
- Píquene
- Ramil
- Reguntille
- Val de Calvos

### Despoblado
Despoblado que forma parte de la parroquia:
- A Igrexa

## Demografía

### Parroquia
| Gráfica de evolución demográfica de Ramil (parroquia) entre 2000 y 2019 |
|                                                                         |
| Datos según el nomenclátor publicado por el INE.                        |

### Barrio
| Gráfica de evolución demográfica de Ramil (barrio) entre 2000 y 2019 |
|                                                                      |
| Datos según el nomenclátor publicado por el INE.                     |